# أرتور رودكو
أرتور رودكو (بالأوكرانية: Рудько Артур Олексійович) (7 مايو 1992 بكييف في أوكرانيا - ) هو لاعب كرة قدم أوكراني في مركز حراسة المرمى. شارك مع منتخب أوكرانيا تحت 21 سنة لكرة القدم. أما مع النوادي، فقد لعب مع دينامو كييف وFC Dynamo-2 Kyiv ‏ وهوفيرلا أوجهورود ‏.

## وصلات خارجية
- أرتور رودكو على موقع الاتحاد الأوربي (الإنجليزية)
- أرتور رودكو على موقع اتحاد أوكرانيا (الإنجليزية)
- أرتور رودكو على موقع قاعدة بيانات كرة القدم.إي يو (الإنجليزية)
- أرتور رودكو على موقع Soccerway.com (الإنجليزية)
- أرتور رودكو على موقع عالم كرة القدم.نت (الإنجليزية)
- أرتور رودكو على موقع AS.com (الإسبانية)